# Футбольная ассоциация Уэльса
Футбо́льная ассоциа́ция Уэ́льса (валл. Cymdeithas Bêl-droed Cymru, англ. Football Association of Wales) — организация, осуществляющая контроль и управление футболом в Уэльсе.
Располагается в Кардиффе. ФАУ основана в 1876 году, стала одним из членов-основателей ФИФА (в 1904 году) и УЕФА (в 1954 году). Ассоциация организует деятельность и управляет национальными сборными по футболу (мужской, женской, молодёжными). Под эгидой ассоциации проводятся мужской и женский чемпионаты Уэльса, а также многие другие соревнования.
Футбольная ассоциация Уэльса — третья по возрасту национальная футбольная ассоциация в мире после английской и шотландской. Совместно ними, а также с Ирландской футбольной ассоциацией и ФИФА входит в Международный совет футбольных ассоциаций, отвечающий за правила игры в футбол.